# 166-й меридіан західної довготи
166-й меридіан західної довготи — лінія довготи, що лежить на 166 градусів західніше Гринвіцького меридіана. Вона проходить від Північного полюса через Північний Льодовитий океан, Північну Америку, Тихий океан, Південний океан та Антарктиду до Південного полюса.
166-й меридіан західної довготи формує велике коло разом із 14-тим меридіаном східної довготи.

## Список географічних об'єктів, що перетинає 166° зх. д.
Починаючи на Північному полюсі та рухаючись до Південного полюса, 166-й меридіан західної довготи проходить через:
| Координати                                                   | Країна, територія або море | Примітки |
| ------------------------------------------------------------ | -------------------------- | --- |
| 90°0′ пн. ш. 166°0′ зх. д. / 90.000° пн. ш. 166.000° зх. д.  | Північний Льодовитий океан | |
| 71°47′ пн. ш. 166°0′ зх. д. / 71.783° пн. ш. 166.000° зх. д. | Чукотське море             | |
| 68°52′ пн. ш. 166°0′ зх. д. / 68.867° пн. ш. 166.000° зх. д. | США                        | Аляска |
| 68°10′ пн. ш. 166°0′ зх. д. / 68.167° пн. ш. 166.000° зх. д. | Чукотське море             | |
| 66°33′ пн. ш. 166°0′ зх. д. / 66.550° пн. ш. 166.000° зх. д. | Берингове море             | |
| 66°16′ пн. ш. 166°0′ зх. д. / 66.267° пн. ш. 166.000° зх. д. | США                        | Аляска — проходить через півострів Сьюард |
| 68°10′ пн. ш. 166°0′ зх. д. / 68.167° пн. ш. 166.000° зх. д. | Берингове море             | Проходить східніше острова Следж[en], Аляска, США |
| 62°3′ пн. ш. 166°0′ зх. д. / 62.050° пн. ш. 166.000° зх. д.  | США                        | Аляска — проходить через острови Крекаток і Нерагон та материк |
| 61°32′ пн. ш. 166°0′ зх. д. / 61.533° пн. ш. 166.000° зх. д. | Берингове море             | |
| 60°19′ пн. ш. 166°0′ зх. д. / 60.317° пн. ш. 166.000° зх. д. | США                        | Аляска — проходить через острів Нунівак |
| 59°52′ пн. ш. 166°0′ зх. д. / 59.867° пн. ш. 166.000° зх. д. | Берингове море             | |
| 54°11′ пн. ш. 166°0′ зх. д. / 54.183° пн. ш. 166.000° зх. д. | США                        | Аляска — проходить через острів Акутан |
| 54°3′ пн. ш. 166°0′ зх. д. / 54.050° пн. ш. 166.000° зх. д.  | Тихий океан                | Проходить східніше островів Уналга і Седанка[en], Аляска, США Проходить східніше атола Френч-Фрігейт-Шолс, Гаваї, США Проходить західніше атола Пукапука[en], Острови Кука |
| 60°0′ пд. ш. 166°0′ зх. д. / 60.000° пд. ш. 166.000° зх. д.  | Південний океан            | |
| 78°28′ пд. ш. 166°0′ зх. д. / 78.467° пд. ш. 166.000° зх. д. | Антарктида                 | Проходить через Територію Росса (претендує Нова Зеландія) |